# Alberto Arbasino
Alberto Arbasino (né le 22 janvier 1930 à Voghera dans la province de Pavie en Lombardie et mort le 22 mars 2020 dans la même ville) est un écrivain, essayiste et homme politique italien.

## Biographie
Alberto Arbasino est diplômé en droit international de l'université de Milan.
Sa production littéraire inclut plusieurs romans et essais. Il se décrit comme un écrivain expressionniste et considère son roman Super Heliogabale comme son livre le plus surréaliste et aussi le plus expressionniste, « avant tout grâce aux descriptions des lieux, qui sont toujours oniriques et délirantes ».
Il est un romancier sophistiqué et expérimental aux scénarios simplifiés, incluant de longues digressions parallèles. Il est également journaliste, critique théâtral et musical, en plus d'avoir rédigé des livres de voyages.
Il a révisé et réécrit ses différentes œuvres, qui sont rééditées en versions actualisées.
En 1957, il commence sa carrière d'écrivain avec comme éditeur Italo Calvino. Ses premiers récits, initialement publiés dans des magazines, ont ensuite été rassemblés dans les recueils Les Petites Vacances (titre original Le piccole vacanze) et L'anonimo lombardo.
De 1983 à 1987, il fut député au parlement italien pour le Parti républicain italien.
Alberto Arbasino est mort le 22 mars 2020 après une longue maladie.

## Publications

### En français
- Paris, Ô Paris, 1997, titre original : Parigi o cara, trad. de l'italien par Dominique Férault, collection « Le Promeneur », Gallimard,  (ISBN 2-07-074568-6)
- Miroir, gentil miroir, 1990, titre original : Specchio delle mie brame, Éditions Quai Voltaire,  (ISBN 2-87653-045-7)
- Les Petites Vacances, 1988, titre original : Le piccole vacanze, Éditions Quai Voltaire  (ISBN 2-87653-019-8)
- La Belle de Lodi, 1975, titre original : La bella di Lodi, traduit de l'italien par Pascale Budillon et Paloma Léonard, Éditions du Seuil
- Super Héliogabale, 1971, titre original : Super Eliogabalo, Éditions Bourgeois

### En italien
- Le piccole vacanze, Einaudi, 1957 (première édition)
- Le piccole vacanze, Einaudi, 1971,  (ISBN 88-06-31658-3) (deuxième édition)
- Le piccole vacanze, Adelphi, 2007,  (ISBN 978-88-459-2182-7) (troisième édition)
- L'Anonimo lombardo, 1959, Einaudi  (ISBN 88-06-37002-2)
- Fratelli d'Italia, (1963, 1967) (1976, Einaudi  (ISBN 88-06-25106-6)
- Certi romanzi, (1964)
- Super Eliogabalo, 1969 (1978, Einaudi  (ISBN 88-06-10603-1)
- Certi romanzi - La Belle Epoque per le scuole (1977, Einaudi  (ISBN 88-06-09563-3)
- La narcisata, 1975, Einaudi  (ISBN 88-06-42234-0)
- Il principe costante, 2 ed., 1972, Einaudi  (ISBN 88-06-34892-2)
- La bella di Lodi, 1972, Einaudi  (ISBN 88-06-33183-3)
- In questo Stato, 1978, Garzanti Libri  (ISBN 88-11-73946-2)
- Un paese senza, 1980, Garzanti Libri
- Trans - Pacific Express, 1981, Garzanti Libri  (ISBN 88-11-59908-3)
- Matine, 1983, Garzanti Libri  (ISBN 88-11-59907-5)
- Il meraviglioso, anzi, 1985, Garzanti Libri  (ISBN 88-11-59921-0)
- La caduta dei tiranni, 1990, Sellerio di Giorgianni  (ISBN 88-389-0642-4)
- Un paese senza, 2 ed., 1990, Garzanti Libri  (ISBN 88-11-67405-0)
- Fratelli d'Italia, réédition de 1993, Adelphi  (ISBN 88-459-1000-8)
- Mekong, 1994, Adelphi  (ISBN 88-459-1081-4)
- Specchio delle mie brame, 1995, Adelphi  (ISBN 88-459-1127-6)
- Parigi o cara, 2 ed., 1996, Adelphi  (ISBN 88-459-1177-2)
- Lettere da Londra, 1997, Adelphi  (ISBN 88-459-1278-7)
- Passeggiando tra i draghi addormentati, 1997, Adelphi
- Paesaggi italiani con zombi, 1998, Adelphi  (ISBN 88-459-1404-6)
- Le muse a Los Angeles, 2000, Adelphi
- Rap!, 2001, Feltrinelli
- Dall'Ellade a Bisanzio, 2006, Adelphi